# Chaetophora perrinii
Chaetophora perrinii är en bladmossart som beskrevs av Bridel 1827. Chaetophora perrinii ingår som enda art i släktet hårgeléalger, och familjen Hookeriaceae. Inga underarter finns listade i Catalogue of Life.